# Agathis trailii
Agathis trailii är en stekelart som beskrevs av Cameron 1905. Agathis trailii ingår i släktet Agathis och familjen bracksteklar. Inga underarter finns listade i Catalogue of Life.